# Список персонажей сериала «Мыслить как преступник»
«Мыслить как преступник» (англ. Criminal Minds) — американский телесериал о работе команды следователей ФБР из Отдела анализа поведения, которые используют многолетний опыт работы, знания в области психологии и статистику по ранее раскрытым делам, чтобы поймать преступника, предугадав его следующий шаг.
Ниже представлен список постоянных персонажей или актёров, которые ранее снимались в нём в качестве главных героев.

## Основной состав
| Актёр                | Персонаж        | Сезоны        | Сезоны     | Сезоны            | Сезоны     | Сезоны     | Сезоны     | Сезоны     | Сезоны     | Сезоны            | Сезоны            | Сезоны            | Сезоны            | Сезоны            | Сезоны     | Сезоны     |
| Актёр                | Персонаж        | 1             | 2          | 3                 | 4          | 5          | 6          | 7          | 8          | 9                 | 10                | 11                | 12                | 13                | 14         | 15         |
| -------------------- | --------------- | ------------- | ---------- | ----------------- | ---------- | ---------- | ---------- | ---------- | ---------- | ----------------- | ----------------- | ----------------- | ----------------- | ----------------- | ---------- | ---------- |
| Мэнди Патинкин       | Джейсон Гидеон  | Постоянный    | Постоянный | Специальный Гость |            |            |            |            |            |                   |                   |                   |                   |                   |            |            |
| Томас Гибсон         | Аарон Хотчнер   | Постоянный    | Постоянный | Постоянный        | Постоянный | Постоянный | Постоянный | Постоянный | Постоянный | Постоянный        | Постоянный        | Постоянный        | Постоянный        |                   |            |            |
| Лола Глодини         | Элл Гринуэй     | Пост.         | Пост.      |                   |            |            |            |            |            |                   |                   |                   |                   |                   |            |            |
| Шемар Мур            | Дерек Морган    | Постоянный    | Постоянный | Постоянный        | Постоянный | Постоянный | Постоянный | Постоянный | Постоянный | Постоянный        | Постоянный        | Постоянный        | Специальный Гость | Специальный Гость |            |            |
| Мэттью Грей Габлер   | Спенсер Рид     | Постоянный    | Постоянный | Постоянный        | Постоянный | Постоянный | Постоянный | Постоянный | Постоянный | Постоянный        | Постоянный        | Постоянный        | Постоянный        | Постоянный        | Постоянный | Постоянный |
| Эй Джей Кук          | Дженнифер Джеро | Постоянный    | Постоянный | Постоянный        | Постоянный | Постоянный | Период.    | Постоянный | Постоянный | Постоянный        | Постоянный        | Постоянный        | Постоянный        | Постоянный        | Постоянный | Постоянный |
| Кирстен Вангснесс    | Пенелопа Гарсия | Также в ролях | Постоянный | Постоянный        | Постоянный | Постоянный | Постоянный | Постоянный | Постоянный | Постоянный        | Постоянный        | Постоянный        | Постоянный        | Постоянный        | Постоянный | Постоянный |
| Пэйджет Брюстер      | Эмили Прентисс  |               | Постоянный | Постоянный        | Постоянный | Постоянный | Постоянный | Постоянный |            | Специальный Гость |                   | Специальный Гость | Постоянный        | Постоянный        | Постоянный | Постоянный |
| Джо Мантенья         | Дэвид Росси     |               |            | Постоянный        | Постоянный | Постоянный | Постоянный | Постоянный | Постоянный | Постоянный        | Постоянный        | Постоянный        | Постоянный        | Постоянный        | Постоянный | Постоянный |
| Рейчел Николс        | Эшли Сивер      |               |            |                   |            |            | Пост.      |            |            |                   |                   |                   |                   |                   |            |            |
| Джинн Трипплхорн     | Алекс Блейк     |               |            |                   |            |            |            |            | Постоянный | Постоянный        |                   |                   |                   |                   |            |            |
| Дженнифер Лав Хьюитт | Кейт Каллахан   |               |            |                   |            |            |            |            |            |                   | Пост.             |                   |                   |                   |            |            |
| Айша Тайлер          | Тара Льюис      |               |            |                   |            |            |            |            |            |                   |                   | Период.           | Постоянный        | Постоянный        | Постоянный | Постоянный |
| Адам Родригес        | Люк Алвес       |               |            |                   |            |            |            |            |            |                   |                   |                   | Постоянный        | Постоянный        | Постоянный | Постоянный |
| Дэймон Гаптон        | Стивен Уокер    |               |            |                   |            |            |            |            |            |                   |                   |                   | Пост.             |                   |            |            |
| Дэниел Хенни         | Мэтт Симмонс    |               |            |                   |            |            |            |            |            |                   | Специальный Гость |                   | Специальный Гость | Постоянный        | Постоянный | Постоянный |

### Доктор Спенсер Рид
Актер — Мэттью Грей Габлер.
Доктор Спенсер Рид гениален, окончил школу в возрасте 12 лет. У матери Рида, Дианы Рид, была диагностирована шизофрения, в связи с чем она находилась на лечении в психиатрической больнице с тех пор, как Риду исполнилось 18 лет. 

Имеет степень доктора наук (Ph. D) в области математики, химии и инженерии (технические науки), степень бакалавра психологии и социологии и работает над получением степени бакалавра философии. Практически всегда его представляют как доктора Рида, даже когда других членов команды — агентами. Джейсон Гидеон делал это намеренно, понимая, что иначе Рида не будут воспринимать всерьез в силу его возраста.

Обладатель эйдетической памяти и высокого IQ в 187 баллов. Любит дополнять речь коллег фактами из всех известных ему областей науки.
С детства не виделся с отцом. Они встретились спустя 20 лет, когда цепь расследований привела Рида к нему.

Рид признавался, что в детстве подвергался травле со стороны сверстников.

Боролся с наркотической зависимостью. Она появилась у Рида после того, как преступник несколько дней держал его в плену, накачивая наркотическими препаратами.

Меттью Грей Габлер подтвердил, что у Спенсера синдром Аспергера.

### Дженнифер Джеро
В финальных сериях седьмого сезона вышла замуж на заднем дворе дома Росси. Имеет  двоих  детей. Во втором эпизоде шестого сезона Джей-Джей под давлением вышестоящего начальства переводится в Пентагон и все оставшиеся серии сезона не участвует в делах команды ОАП. Её обязанности по связям с общественностью были разделены между Пенелопой Гарсией и Хотчнером, которые продолжили заниматься тем же, что и она вначале, даже тогда, когда она вернулась в отдел, но уже как профайлер. До своего возвращения она появлялась в нескольких эпизодах: в эпизоде «Лорел» она помогала команде найти Эмили Прентисс, захваченную серийным убийцей Йеном Дойлом, а потом, когда Прентисс была ранена сказала ОАП, что она не выжила. В финале шестого сезона появляется в самом конце эпизода и сообщает, что возвращается. В 2015 году исполняющая роль Джей-Джей актриса [Эй Джей Кук]сообщила, что ожидает второго ребёнка, в результате в сериал была вписана сцена, в которой выясняется, что Джей-Джей беременна второй раз.

### Пенелопа Гарсия
Гарсия — фамилия её отчима-латиноамериканца, но сама она не латиноамериканка. Потеряла родителей в 18 лет, после чего её исключили из колледжа и она занялась взломом информационных систем, присоединившись к группе хакеров. Впоследствии была арестована за это и ей предложили ультиматум: либо пожизненный срок, либо работа техническим аналитиком ФБР. Встречается с другим аналитиком, Кевином Линчем. После того, как Джей-Джей уходит из ОАП, Пенелопа и Хотчнер занимают её место в качестве специалистов по связям с общественностью и остаются в этом качестве даже тогда, когда Джей-Джей возвращается уже как профайлер. В эпизоде «Чёрная Королева» раскрывается, что Пенелопа, будучи хакером, одевалась как гот, а также то, что она является самоучкой. Согласилась стать приманкой для своего бывшего парня-хакера, который занялся кибер-терроризмом, но впоследствии призналась, что теперь она не представляет каково это быть «тем» человеком. Роль исполняет Кирстен Вангснесс.

### Эмили Прентисс
В эпизоде шестого сезона «Тринадцатый шаг» получила тревожные вести от своего бывшего начальника из Интерпола. В следующем эпизоде она обнаруживает, что кто-то был в её доме. Также она начинает получать телефонные звонки со скрытого номера. В 18 эпизоде 6 сезона она объявлена погибшей, но только Хотч и Джей-Джей знают, что это уловка с целью поймать серийного убийцу Йена Дойла. Когда Дойл снова возвращается в седьмом сезоне, Эмили раскрывает правду остальным. В финале сезона переводится обратно в Интерпол. В эпизоде «200» она помогает найти пропавшую без вести Джей-Джей. В третьем эпизоде двенадцатого сезона, после отъезда Хотча на некое «спецзадание», она временно присоединяется к команде, чтобы помочь поймать серийного убийцу Мистера Страшилу. Но когда Хотч подаёт в отставку и попадает под программу защиты свидетелей из-за преследований Мистера Страшилы (то самое спецзадание), Прентисс повышена до начальника ОАП. Персонажа играет актриса Пэйджет Брюстер.

### Дэвид Росси
В третьем сезоне вернулся в отдел из-за внезапного ухода Гидеона, а также некоего незаконченного дела. Как позднее выяснилось, однажды он не смог раскрыть дело, в котором фигурировали трое детей, чьих родителей убили во время ночного вторжения в их дом. Этот случай преследовал Росси в течение двадцати лет, но впоследствии, уже после возвращения в ОАП, ему удалось найти убийцу. Был женат 3 раза. Имеет внебрачную дочь и внука, с которыми периодически общается. В сериале его играет актёр Джо Мантенья.

### Доктор Тара Льюис
Специальный агент ОАП и первоначально замена Каллахан и Джей-Джей. Льюис имеет степень доктора психологии, она прежде всего специализируется на судебной психологии и её применении в судопроизводстве. Её мечта — изучать психопатов вблизи, что обеспечило ей степень и опыт работы в ФБР. Её работа прежде всего состояла в том, чтобы застать преступников врасплох и в ходе беседы определить готовы ли они предстать перед судом. Бегло говорит на французском и немецком языках. Впоследствии официально присоединяется к ОАП. Тару Льюис играет Айша Тайлер.

### Люк Алвес
Бывший служащий Отдела по поиску беглецов, с которым ОАП работали с целью поймать 13 сбежавших из тюрьмы серийных убийц. Помогал команде в охоте на вернувшегося «Багряного короля», вырезавшего на телах своих жертв различные послания. Однако на самом деле настоящим преступником оказался Мистер Страшила, который превратил в «Багряного короля» одного из больных расщеплением личности, а настоящего лишил памяти. После этого Алвес присоединился к ОАП как специальный агент. У него есть овчарка по имени Рокси (Гарсии он в шутку сказал, что так зовут его девушку). До работы в ФБР служил в Ираке. Исполнителем роли Люка Алвеса стал Адам Родригес.

### Мэтт Симмонс
Ранее был членом элитной команды ФБР, занимающейся расследованием преступлений за пределами США. После того, как отдел был расформирован, а также после смерти агента Стивена Уокера Симмонс присоединился к ОАП. До перехода в отдел, он неоднократно помогал агентам ОАП, вместе с другими агентами заграничного отдела, например в 10 и 12 сезоне. Имеет жену и 4 ребёнка (2 мальчика и 2 девочки). В 15 сезоне рождается ещё одна дочь.

## Бывшие актёры основного состава

### Джейсон Гидеон
Старший специальный агент ОАП, Джейсон Гидеон был лучшим профайлером отдела. Были случаи, когда он помог Спенсеру Риду и Дереку Моргану справиться с их кошмарами. В сериале ясно было показано, что между ним и Ридом очень близкие отношения, он когда-то взял того из академии ФБР в свою команду и провёл через многие трудности (возможно даже через наркотическую зависимость), а перед своим отъездом и уходом из ОАП оставил Риду прощальное письмо. Гидеон великолепно играет в шахматы, постоянно обыгрывает в них Рида (хотя один раз он ему всё же проиграл, как подарок на день рождения), поощряя «думать вне шаблона». Ещё до событий сериала у него был «нервный срыв» («острый приступ депрессии») из-за того, что он отправил шестерых агентов в заминированное здание, в результате чего все шестеро погибли, а действия его самого подверглись жесточайшей критике. Также Гидеон ненавидит преступников, прикрывающихся религией либо использующих религию как доказательство собственной невиновности. После того, как серийный убийца Фрэнк Брейткопф убил знакомую Гидеона, Сару Джекобс, Гидеон начал терять уверенность в своих навыках, а после случая в Аризоне, после которого Хотча отстранили от заданий, он уединился в своей хижине, написал Риду прощальное письмо, после чего уехал в неизвестном направлении «в поисках счастливого конца». В десятом сезоне команда расследует его смерть от рук серийного убийцы Донни Маллика. В той же серии показаны флешбэки, описывающую его работу в ОАП, когда он был ещё совсем молод. Роль исполняют Мэнди Патинкин (основной актёр) и Бен Сэвидж (во флешбэках). Имеет сына Стивена.

### Элл Гринуэй
Специальный агент Элл Гринуэй являлась экспертом по преступлениям на сексуальной почве и до перевода в ОАП работала в филиале ФБР в Сиэтле. Является наполовину кубинкой, хорошо говорит по-испански. В финале первого сезона в неё выстрелил преступник, называющий себя Королём-рыбаком, и написал её кровью на стене слово «Правила» (по его мнению в противостоянии его и ОАП были нарушены установленные им правила). Несмотря на то, что Элл впоследствии оправилась от ран, это событие оставило глубокую психологическую травму, в результате которой она стала действовать более категорично. Во втором сезоне она хладнокровно застрелила серийного насильника, якобы в целях самозащиты, после чего была вынуждена покинуть ОАП. Как выяснилось. она помнит прикосновения пальцев Короля-рыбака, когда тому в очередной раз требовалось дописать нужное слово. Она сдала значок и пистолет, но так и не признала свою вину в убийстве насильника. В качестве Элл Гринуэй в сериале появилась Лола Глодини.

### Эшли Сивер
Специальный агент Эшли Сивер согласно событиям сериала является дочерью Чарльза Бошампа, серийного убийцы, известного как «Редмондский потрошитель». Её отец в течение 10 лет убил 25 женщин и сделал это ещё до того, как Эшли достигла совершеннолетия. Бошампа поймали Дэвид Росси и Аарон Хотчнер. Поскольку Редмонд находится в Северной Дакоте, одном из штатов, где не предусмотрена смертная казнь, Бошамп получил пожизненное и регулярно пишет своей дочери письма. Эшли запрещено видеть его, но, как она призналась, хранит все письма, даже не читая их, и не может себя заставить возненавидеть отца. В одном из эпизодов её пригласили в качестве консультанта, так как по мнению ОАП она хорошо понимает динамику отношений в семье, один из членов которой является серийным убийцей. После этого она попросилась в команду и получила согласие. В седьмом сезоне перевелась в другой отдел. В роли Эшли Сивер снялась Рейчел Николс.

### Алекс Блейк
Специальный агент ОАП и эксперт по судебной лингвистике ФБР. Окончила Калифорнийский университет в Бёркли и присоединилась к ФБР в 24 года, став, наряду со Спенсером Ридом, самым молодым агентом. Участвовала в поимке убийцы по прозвищу Америтракс, но, как оказалось, со своим напарником Джоном Кёртисом арестовала не того. В 2012 году присоединилась к ОАП, чтобы восстановить репутацию. Остальные члены первоначально относились к ней холодно, так как всё ещё скучали по покинувшей команду Эмили Прентисс, а директор Эрин Штраус обвинила Алекс Блейк в эгоистичности причин, по которым та присоединилась к ОАП. Впоследствии агент Блейк оказалась под прицелом убийцы Подражателя, под личностью которого скрывался её бывший напарник, репутация которого так и не была восстановлена. Кёртис убил Эрин Штраус, похитил Блейк и попытался взорвать команду ОАП, пришедшую ей на помощь. Позднее Росси, в отместку за смерть Штраус, запер Подражателя в доме, где тот заложил бомбу, тем самым убив его. Кроме дела о Подражателе, Блейк принимала активное участие и в других трудных делах, в частности в деле о Унабомбере. Также известно, что она способна общаться на американском жестовом языке. У Блейк первоначально были натянутые отношения с отцом и младшим братом Скоттом, так как она практически перестала общаться с ними после гибели старшего брата, Дэнни (он был полицейским, убитым при исполнении). Тем не менее, после того, как Скотт был ранен субъектом, она начала налаживать отношения с семьёй, а в одном из эпизодов предполагается, что они помирились, так как её с остальной командой ОАП можно заметить на барбекю во дворе её отца. В финале 9 сезона агента Рида ранит субъект, в чём Алекс начинает винить себя. Также команда ОАП спасает от того же субъекта маленького мальчика, который напомнил Блейк её сына Итана, умершего от неизвестного неврологического заболевания. После этих событий она оставляет свой значок Риду и уходит из ОАП. Роль исполняет Джинн Трипплхорн.

### Кейт Каллахан
Специальный агент ОАП и бывший агент ФБР под прикрытием, которая присоединилась к команде ОАП после ухода Алекс Блейк. Её сестра и шурин погибли во время событий 11 сентября, в результате чего она стала опекуном их грудной дочери, которую со своим мужем Крисом вырастила как родную. Также это сформировало в ней патриотические взгляды. Шоураннер Эрика Мессер описывает её как «умную. очаровательную, мудрую не по годам», стремящуюся сделать мир как можно более безопасным. Позднее выясняется что Кейт беременна. Во время работы по одному из дел её племянницу похищают торговцы людьми. Команда ОАП возвращает её в целости и сохранности, но Кейт после этого берёт отпуск на год, чтобы побыть наедине с семьёй. Кейт Каллахан играет Дженнифер Лав Хьюитт.

### Дерек Морган
В 10 лет потерял отца, после чего заработал себе репутацию малолетнего правонарушителя. Его тренер по футболу, Карл Буффорд, взял юного Дерека на воспитание, но, как выяснилось, периодически подвергал его сексуальному насилию. Из-за этого Морган ненавидит религию, так как Бог не пришёл ему на помощь, когда тренер домогался его. Однако он решился помолиться, когда в его подругу, Пенелопу Гарсия. стреляли и она была на операции. С Гарсией у него установились своеобразные отношения, напоминающие семейные узы и флирт, но ни один из них никогда не думал о начале серьёзных отношений. Тем не менее, Морган посоветовал Пенелопе отказать Кевину Линчу, когда узнал, что тот сделал ей предложение. На некоторое время, пока Бостонский потрошитель Джо Фойет не пойман, занял место исполняющего обязанности главы ОАП, однако когда Хотчнер вернулся отказался от этой должности. В одиннадцатом сезоне женился на Саванне Хэйз и у них родился сын Хэнк Спенсер Морган, крёстными родителями которого стали Спенсер Рид и Пенелопа Гарсия. В конце сезона покинул команду. чтобы заботиться о семье. Роль исполнял Шемар Мур.

### Аарон Хотчнер
После того как Джей-Джей перевелась в Пентагон, он разделил с Гарсией обязанности специалиста по связям с общественностью и остался в этом качестве даже после того, как Джей-Джей вернулась в команду, уже как профайлер. Впоследствии начал встречаться с Бет Клеммонс, которая впоследствии уехала в другой город по работе, но их отношения не прекратились. Хотч редко улыбается, в основном улыбку на его лице можно заметить лишь в моменты, когда он с семьёй. Возможно, отец в детстве применял к нему силу. В конце эпизода 1x9 Хотчнер разговаривает с обвиняемым в убийстве, подвергавшимся насилию в детстве. Он произносит: «Когда дети растут среди насилия, издевательства и жестокости, неудивительно, что некоторые становятся убийцами». На что заключённый отвечает: «Некоторые?..» — «Другие посвящают жизнь их поимке». После чего, когда заключённого уводят, они оборачиваются друг на друга и понимающе обмениваются взглядами. В начале двенадцатого сезона его и Джека начинает преследовать убийца по прозвищу Мистер Страшила, в результате чего Хотч, появившись лишь в двух эпизодах, подаёт в отставку и соглашается на программу защиты свидетелей. Роль исполнил Томас Гибсон.

### Стивен Уокер
Специальный агент и, наряду с Элвесом, новичок в команде. До этого работал в Отделе контрразведки ФБР и был приглашён Эмили Прентисс после того, как она возглавила ОАП. Погиб в аварии, устроенной Мистером Страшилой. Роль исполняет Дэймон Гаптон.

## Повторяющиеся персонажи

### Грант Андерсон
Специальный агент ФБР, периодически появляется в сериях «Мыслить как преступник» с первого по одиннадцатый сезон (в последний раз на данный момент он замечен в первом эпизоде одиннадцатого сезона «Работа»). В финальном эпизоде первого сезона он отвёз Элл Гринуэй домой и высадил у двери, после чего уехал. В результате убийца «Король-рыбак» беспрепятственно напал на Элл и серьёзно ранил её, за что Андерсон получил заслуженный выговор от Хотча. Роль исполнил Брайан Эппель.

### Джош Крамер
Глава филиала ФБР в Балтиморе и отдела по борьбе с организованной преступностью. Появляется в двух эпизодах, в которых он тесно сотрудничает с ОАП во время расследования случаев в Балтиморе. Роль исполнил Гонзало Менендез.

### Диана Рид
Мать доктора Спенсера Рида. Впервые появляется как цель Рэндалла Гарнера, известного, как Король-рыбак. Как и Рид, имеет высокий уровень интеллекта, в прошлом была профессором классической литературы, но была вынуждена оставить преподавание из-за прогрессирующей шизофрении. Когда Риду исполнилось восемнадцать, он перевёз мать в Санаторий Беннингтона в Лас-Вегасе и оставил на попечение медсестёр. Несмотря на это, он периодически навещает Диану. Когда-то её муж, Уильям Рид, бросил её из-за того, что знал, что Диана стала свидетельницей убийства (мести друга семьи за смерть своего сына), и не мог жить с грузом этого знания. Пока Спенсер Рид был ребёнком, она постоянно читала ему. В одиннадцатом сезоне она начинает жить с ним после начала курса лечения от шизофрении при помощи экспериментального препарата. Также она начинает проявлять признаки деменции — в некоторые моменты она не может узнать даже собственного сына. Её играет актриса Джейн Линч.

### Кевин Линч
Кевин Линч — бывший хакер, ставший, как и Гарсия, техническим аналитиком ФБР. Когда в Гарсию стреляли и позже отстранили от работы, его пригласили, чтобы он нашёл в файлах Пенелопы имя стрелявшего. Кевин был очень впечатлён навыками девушки и системой, которая стояла на её компьютере. Когда вопреки запрету Гарсия пыталась взломать свою систему из дома, Кевин пытался не допустить этого. Тем не менее отправил ей ссылку на камеру в штаб квартире ОАП, где стрелявший в нее прокурор пытался изъять свои дела. Оба оценили навыки друг друга, но Пенелопа оказалась сильнее. Впоследствии оба начали встречаться. В шестом сезоне он помогает ей работать над делом. Впоследствии он делает ей предложение, но она отказывает ему (по совету Моргана), и они расстаются друзьями. Роль исполнил Николас Брендон.

### Уильям Ламонтейн-младший
Уильям «Уилл» Ламонтейн-младший — муж специального агента Дженнифер «Джей-Джей» Джеро. Оба впервые встретились во втором сезоне, когда команда ОАП работала над делом в Новом Орлеане. В то время он был детективом полиции Нового Орлеана и пытался привлечь внимание к делу своего отца, который также служил в полиции Нового Орлеана и погиб, работая над этим делом, так как не желал эвакуироваться вместе с остальными после того, как стало известно о приближении урагана Катрина. После этого Джей-Джей и Уилл начали встречаться. Позже он снова встретился с группой ОАП, так как приехал в Майами, где ОАП расследовала очередное дело, и пытался выяснить причину смерти своего друга. Отношения Уилла и Джей-Джей оставались в тайне, так как Джей-Джей не хотела смешивать работу и личную жизнь. Тем не менее остальные знали об этом всё это время. Вскоре выясняется. что Джей-Джей беременна от Уилла, и у них рождается мальчик по имени Генри, крёстными родителями которого стали Спенсер Рид и Пенелопа Гарсия. В третьем сезоне Уилл переводится в Полицейский департамент города Метро (Виргиния), чтобы быть поближе к Джей-Джей. В конце седьмого сезона женится на ней на скромной церемонии на заднем дворе дома Росси. На данный момент у них кроме Генри есть ещё один сын.
Персонаж был введён в сериал в ответ на новость о том, что актриса Эй Джей Кук беременна, поэтому её персонажу срочно требуется романтический интерес, чтобы оправдать это в сериале. Кроме того, по первоначальным планам, в финале седьмого сезона Уилл должен был погибнуть по неуказанным причинам, но после того, как Пэйджет Брюстер (исполнительница роли Эмили Прентисс) объявила о своём уходе, от этого пришлось отказаться. Роль исполняет Джош Стюарт.

### Джек Хотчнер
Сын агента Аарона Хотчнера и его жены Хэйли. Его мать была убита Бостонским потрошителем в 5 сезоне, после чего Джек стал жить с отцом. В седьмом сезоне раскрывается. что Джек подвергается нападкам хулиганов. У него хорошие отношения с Бет Клеммонс, девушкой его отца. В начале двенадцатого сезона становится известно, что его преследует убийца Мистер Страшила, поэтому он вынужден вместе с отцом скрываться в программе защиты свидетелей. В роли Джека снялся юный актёр Кэйд Оуэнс.

### Генри Ламонтейн
Первый сын Дженнифер «Джей-Джей» Джеро и Уильяма Ламонтейна-младшего. Периодически появляется начиная с эпизода «100». Крёстными родителями Генри стали Спенсер Рид и Пенелопа Гарсия. В роли Генри появляется Мехай Андерсен, который является сыном актрисы Эй Джей Кук, исполняющей роль Джей-Джей.

### Матео Круз
Матео «Мэтт» Круз — бывший напарник Джей-Джей в период её работы на Пентагон и новый руководитель Отдела Анализа Поведения. Как было показано в двухсотом эпизоде сериала он и Джей-Джей вместе были частью отряда, выполняющего секретное задание на Ближнем Востоке. Он был единственным, кто знал о беременности и выкидыше Джей-Джей в тот период. В том же эпизоде его и Джей-Джей похищает Тивон Аскари, предавший их отряд. Мэтт был потрясён, когда узнал, что за их похищением стоял их товарищ, Майкл Гастингс, который угрожал изнасиловать Джей-Джей, чтобы выпытать коды доступа. Мэтт был ранен Аскари, которого тут же убил Хотч. В девятом сезоне он направляет команду на дело, помощь в котором нужна его другу, шерифу города в Техасе. После того, как шериф был убит. а Рид серьёзно ранен, он и Гарсия летят в Техас, чтобы встретиться с остальной частью команды. Во встроенном пилоте спин-оффа, получившего название «Мыслить как преступник: За границей», он присоединяется к ОАП, чтобы помочь международной команде поймать преступника на Барбадосе. Круза играл Эсай Моралес.

### Джой Стратерс
Джой Стратерс — дочь Росси и его второй жены, французского дипломата Хейден Монтгомери. На момент развода Хейден была беременна, но ничего не сказала Росси, поэтому Джой долгое время считала своим настоящим отцом второго мужа матери. Тем не менее, когда отчим умирал от рака, несмотря на несогласие Хейден раскрыл Джой правду и впоследствии та нашла Росси и наладила с ним общение. Джой замужем за итальянским баскетболистом и имеет сына Кая, которому на момент первой встречи с Росси (десятый сезон) было два года. Роль исполняет Эмбер Стивенс.

### Эрин Штраус
Руководитель Отдела Анализа Поведения и непосредственный начальник Аарона Хотчнера. Пыталась избавиться от Аарона Хотчнера, использовав для этого агента Прентисс. Практически вся её карьера построена на административной работе и она имеет крайне мало полевого опыта. Также подразумевается, что она страдает алкоголизмом, так как в одном из эпизодов седьмого сезона Морган в тот момент, когда произносила речь в военном училище, учуял от неё запах спиртного. В результате, чтобы она не потеряла работу, Морган и Хотчнер уговаривают её пройти анонимный курс лечения. Штраус имеет общее прошлое с лингвистом ФБР Алекс Блейк, так как они вместе работали над делом Америтракса и в результате действий Штраус Алекс Блейк и её напарник арестовали не того. Впоследствии она несколько раз пытается попросить у Блейк прощения, но только после начала работы над делом Подражателя Алекс прощает её. Впоследствии выясняется, что под маской Подражателя скрывается бывший напарник Алекс, Джон Кёртис. Кёртис похищает Штраус и позднее отравляет её при помощи вина. При поимке Подражателя Росси использует её чип умеренности. чтобы избежать ловушки преступника, а после запирает его в здании, которое подражатель сам же и заминировал. После похорон все друзья выпивают за неё, вспоминая. что она хорошая женщина, хороший друг и хорошая мать. Роль исполнила Джейн Аткинсон.

### Хэйли Хотчнер
Бывшая жена Аарона Хотчнера, с которой у него есть общий сын, Джек. Первоначально у них были нормальные отношения, но впоследствии она уже не могла терпеть постоянные командировки Хотча и его ненормированный рабочий день и подала на развод. В третьем сезоне Хотчу начинает кто-то звонить с домашнего телефона Хэйли и её мобильного, но звонящий всё время молчит, и подразумевается, что Хэйли могла изменять мужу. В пятом сезоне заклятый враг Хотча, Бостонский потрошитель Джордж Фойет, застрелил и зарезал её. В девятом сезоне из-за внезапных осложнений от ран, нанесённых тогда Фойетом Хотч попадает в больницу и ему приходит видение в образе Хэйли. В качестве Хэйли Хотчнер в сериале появилась Мередит Монро.

### Джордан Тодд
Заменяла Джей-Джей, пока та находилась в декретном отпуске. Некоторое время работала вместе с Джей-Джей, чтобы понять принцип её работы. Ранее работала на Отдел ФБР по борьбе с терроризмом и после возвращения Джей-Джей в команду вновь перевелась туда. Роль исполнила Мета Голдинг.

### Саванна Морган
Саванна Морган (в девичестве Хэйз) — жена специального агента Дерека Моргана, доктор в городской больнице Бетезды. Впервые появляется в девятом сезоне, когда она подошла к Дереку Моргану, находящемуся в подавленном состоянии после очередного дела. До того, как начать встречаться они были соседями. В последний раз её можно заметить в тот момент, когда она, будучи подстреленной Чезом Монтолой, рожает их с Дереком сына, Хэнка Спенсера Моргана. Персонаж был добавлен в сериал после того, как Шемар Мур, игравший роль агента Моргана, предложил ввести для своего персонажа романтический интерес. Роль исполнила Рошелль Эйтс.

## Персонажи «Мыслить как преступник: Поведение подозреваемого»
- Форест Уитакер в роли Сэмюэля «Сэма» Купера
- Джанин Гарофало в роли Бетт Гриффит
- Майкл Келли в роли Джонатана «Пророка» Симса
- Бо Гаррет в роли Джины Ласаль
- Мэтт Райан в роли Мика Роусона
- Ричард Шифф в роли директора ФБР Джека Фиклера

## Персонажи «Мыслить как преступник: За границей»
- Гэри Синиз в роли Джека Гаррета
- Алана Де Ла Гарза в роли Клары Сигер
- Дэниел Хенни в роли Мэтью «Мэтта» Симмонса
- Тайлер Джеймс Уильямс в роли Раса «Монти» Монтгомери
- Энни Функе[англ.] в роли Мэй Джарвис